# 戸井田工業
戸井田工業（といたこうぎょう）は、東京都狛江市に所在する金属加工の会社。
映画・テレビ・舞台・資料館・博物館などにおける、金属製の美術小道具や装飾品の製作を得意分野としている。他にも、日本の映画・テレビにおけるガンアクションシーンの特殊効果、コインパーキングのシステム機器の躯体や看板などの一般向けの板金加工も行なっている。

## 沿革
- 1935年（昭和10年） 1月 - 東京都世田谷区成城2丁目139番地に戸井田板金製作所を創立。
- 1970年（昭和45年）10月 - 東京都世田谷区成城2丁目39番地16号に有限会社戸井田板金製作所を設立。代表取締役は戸井田幸三で資本金は50万円。
- 1971年（昭和46年）10月 - 会社名を有限会社戸井田工業に変更。
- 1987年（昭和62年） 1月 - 代表取締役に戸井田幸雄が就任。
- 1990年（平成 2年） 8月 - 資本金を1,000万円に増資。
- 1990年（平成 2年）11月 - 東京都狛江市和泉本町4丁目2番地11号へ自社ビル移転。

## 事業内容
- 金属製品製作 - 資料館・博物館の展示品等、金属製品の製作
- 劇用小道具製作 - 映画・テレビ・舞台・CMの小道具製作
- 劇用銃砲類 - 大砲・ガトリングガン・火縄銃・その他の銃器レプリカ製作およびレンタル、特殊効果の演出
- 板金加工 - 古物飾り金物製作、板金加工（0.25mm～6.0mm）
- 機械加工 - その他、機械等の加工